# Hohenloher Ebene

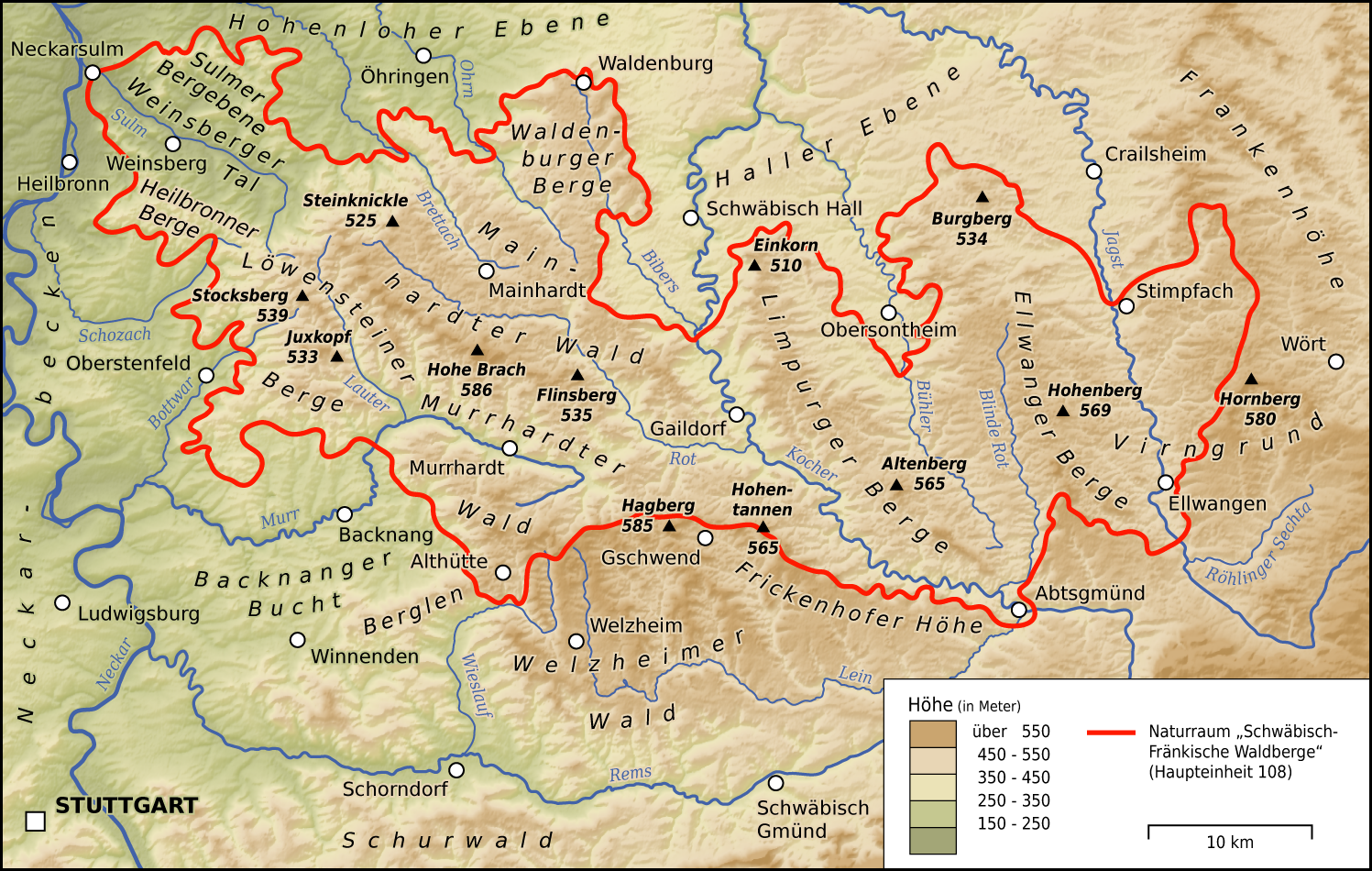
Die Hohenloher Ebene (mit der Haller Ebene) nördlich des Naturraums Schwäbisch-Fränkische Waldberge

Die Hohenloher Ebene ist eine Hochebene in den Landkreisen Hohenlohe, Heilbronn und Schwäbisch Hall in Baden-Württemberg sowie im Landkreis Ansbach in Bayern (Deutschland). Der Begriff „Hohenloher Ebene“ ist eher vage definiert und steht mal für eine kleinere, mal für eine größere Landschaft. Fest in Grenzen definiert ist der Naturraum Hohenloher und Haller Ebene, der zusammen mit dem nördlich vorgelagerten Naturraum Kocher-Jagst-Ebenen mehr oder weniger der weitesten Definition entspricht.

## Geographie

### Geographische Lage
Die Hohenloher Ebene gehört zu den Neckar- und Tauber-Gäuplatten, die sich vom Hochrhein bis zum Taubertal erstrecken. Sie liegt im Nordosten Baden-Württembergs, ein kleiner Teil im Osten gegen die Tauber zu, etwa zwischen Rothenburg ob der Tauber im Norden und Diebach bzw. Wettringen im Süden, gehört schon zu Bayern. Sie grenzt, im Uhrzeigersinn aufgeführt, im Nordwesten und Norden an das Bauland, im Osten an die Frankenhöhe, im Süden an den Schwäbisch-Fränkischen Wald mit seinen Keuperlandschaften von Ellwanger und Limpurger Bergen, Mainhardter Wald und Waldenburger Bergen. Ein kleines Stück im Westen stößt ans Neckartal, jenseits dessen im Westen der hügeligere Kraichgau liegt. Ihr Südteil bei Schwäbisch Hall ist die Haller Ebene.
Nach der Geländeform ist die Hohenloher Ebene eine flache bis flachhügelige Ebene auf Höhen von etwa 300 bis 400 m ü. NHN mit einzelnen Erhebungen von knapp über 500 m Höhe, die von tief eingeschnittenen Flusstälern zergliedert ist.
Diese Landschaft hat geographisch grob die Kontur eines rechtwinkligen Dreiecks, mit einer langen südlichen Kathete zwischen den nahen Mündungen der großen rechten Neckarzuflüsse Jagst und Kocher bei Bad Friedrichshall an der Westspitze und dem rechtwinkligen Eck bei Crailsheim und einer kürzeren Ostkathete von dort bis etwa nach Uffenheim-Langensteinach nördlich von Rothenburg ob der Tauber. An der langen Südseite sorgen die nördlichen Austritte der beiden genannten Hauptflüsse aus dem Keuperbergland wie auch die der größeren Kocherzuflüsse für eine stark zerrissene Grenze zur benachbarten Berglandschaft. Von Westen nach Osten liegen hier zwischen den Stufenrandbuchten von Brettach, Ohrn, Kocher, Bühler und schließlich Jagst teils weite Bergvorsprünge. Knapp vor der Ostseite entspringt schon wenig nördlich der Jagst der dritte große Fluss Tauber der Hohenloher Ebene und läuft dann zunächst nördlich als Stufenrandfluss vor der Frankenhöhe, weswegen an dieser Stufenkante weniger große Buchten entstanden sind.
Von der beschriebenen Landschaft zählt zum gleichnamigen Naturraum der einige wenige bis stark ein Dutzend Kilometer breite Rand im Süden und Osten vor der Stufenkante. Das übrige Innere des Dreiecks um die großen parallelen Nordbögen von Kocher und Jagst bildet dagegen den Naturraum Kocher-Jagst-Ebenen.

### Naturräumliche Gliederung
Der Naturraum Hohenloher und Haller Ebene gliedert sich wie folgt:
- (zu 12 Neckar- und Tauber-Gäuplatten)
  - 127 Hohenloher und Haller Ebene
    - 127.1 Kocherplatten und Krumme Ebene
    - 127.2 Westliche Hohenloher Ebene
      - 127.20 Brettachbucht
      - 127.21 Öhringer Ebene
      - 127.22 Kupferzeller Ebene und Kocheneck

    - 127.3 Haller Bucht mit Rosengarten
    - 127.4 Mittlere Hohenloher Ebene
      - 127.40 Haller Ebene (identisch mit 127.4!)

    - 127.5 Vellberger Bucht
    - 127.6 Crailsheimer Bucht
    - 127.7 Östliche Hohenloher Ebene
      - 127.70 Blaufelden-Gerabronner Ebene
      - 127.71 Südwestliche Rothenburger Landwehr
      - 127.72 Nordöstliche Rothenburger Landwehr

    - 127.8 Oberes Taubertal
    - 127.9 Randbuchten der Frankenhöhe
      - 127.90 Rothberg-Ramholz-Rücken
      - 127.91 Wettringer und Oestheimer Bucht
      - 127.92 Michelbacher Bucht
      - 127.93 Gronachbucht

Die Kocherplatten und Krumme Ebene (127.1) sind der westlichste Teil der Hohenloher Ebene und grenzen etwa von Neckarsulm im Süden bis Gundelsheim im Norden bis an die flache Talaue des Neckars, in den hier bei Bad Friedrichshall kurz nacheinander die beiden großen Flüsse Kocher und Jagst von Ostnordosten und Nordosten münden. Nach dem Osten zu verengt sich dieser am tiefsten gelegene Teil der Hohenloher Ebene bis auf den schmalen Streifen zwischen Kocher und einem nördlichen Waldausläufer der Sulmer Bergebene bei Langenbrettach.
Die Westliche Hohenloher Ebene (127.2) liegt unmittelbar nördlich des durch die Talbuchten der großen unteren Kocherzuflüsse Brettach und Ohrn und deren begrenzende Bergvorsprünge sehr unruhigen Stufenrands der Keuperberge und wird vom großen nordwärtigen Bogen des Kochers nach seinem Austritt aus der Berglandschaft annähernd umfasst. Im Westen grenzt sie auf nur kurzer Strecke, zuletzt über das untere Tal der (Neuenstädter) Brettach hinweg, an die vorige Einheit. Ihre Nordgrenze zum Muschelkalk der Kocher-Jagst-Ebenen (Haupteinheit 126) weicht am Ende des Kocherbogens nach Norden bei Kochersteinsfeld vom Talrand, läuft dann ungefähr östlich, quert dabei die mittleren Nebentäler von Ohrn, Sall und Kupfer, um dann oberhalb am nord-südlichen Flussabschnitt aufwärts dem linken Talrand von Kocherstetten bei Künzelsau bis etwa Untermünkheim bei Schwäbisch Hall zu folgen.
Die Haller Bucht mit Rosengarten (127.3) ist die zu etwa drei Vierteln von Waldbergen umschlossene, durch die dem Fluss an ihrem Südrand bei Westheim fast gegenläufig zumündende Bibers fast kreisförmig ausgeräumte Stufenrandbucht des Kochers zwischen der Westlichen Hohenloher Ebene im äußersten Norden, den Waldenburger Bergen (108.5) im Norden und Nordwesten, dem Mainhardter Wald (108.41) im Südwesten und Süden, den Limpurger Bergen (108,60) im Osten. Zwischen deren Sporn Einkorn und dem sogenannten Kocheneck bei Untermünkheim wird ihr auch das hier nordwärts laufende Kochertal bis zur rechten oberen Hangkante zugerechnet, weshalb sie hier ostwärts an die Haller Ebene (127.4) grenzt.
Die Haller Ebene (127.4) erstreckt sich von ihrer Westgrenze zwischen Einkorn und Kocheneck auf einer ersten Teilebene zwischen den Limpurger Bergen im Süden und dem nach seinem Knick bei Untermünkheim nordöstlich laufenden Kocher ostwärts bis an den oberen Hang des nordwestlich dem Kocher zulaufenden untersten Bühlertals unterhalb von Oberscheffach (zu 126.31). Nach dieser Engstelle zwischen dem Austritt des Nebenflusses aus seiner eigenen Stufenrandebucht (Vellberger Bucht, 127.5) und dem Beginn des Untertals springt die keuperferne Grenze der Haller Ebene jenseits der Bühler wieder nach Norden und läuft dann auf dem zweiten und größeren Ebenenstück in immer stärkerer Annäherung ans Jagsttal (126.21, hinter einem Keil von 126.60) ) ungefähr ostwärts bis nach Tiefenbach, von wo aus sie in kurzem Südwestlauf den flacheren Nordrand der Keuperberge bei Maulach erreicht, die auf dieser Seite der Bühler inzwischen in Gestalt der Untereinheit Burgberg-Vorhöhen und Speltachbucht (108.71) angehören.
Die Vellberger Bucht (127.5) ist die längliche Stufenrandbucht der Bühler, zwischen Bühlertann-Kottspiel im Südsüdosten, wo ihr größter Zufluss Fischach fast im Gegenlauf mündet, und ungefähr dem Ende des Mittellaufs beim Talweiler Anhausen. Sie grenzt an der linken Seite überwiegend an Fischbacher Bucht und Randhöhen (108.61), zuletzt an die Limpurger Berge (108.60), an der rechten an die Ellwanger Berge (108.70) und dann etwas länger an die Burgberg-Vorhöhen und Speltachbucht (108.71).
Im Osten grenzt die Haller Ebene an die Crailsheimer Bucht (127.6), diese ist die Keuperstufenrandbucht der Jagst. Diese fast kreisförmige, wenig strukturierte Gipskeuperlandschaft wurde linksseits des Flusses mit ausgeräumt durch die vor den Burgberg-Vorhöhen laufenden und im stumpfen Winkel nahe am Südende der Bucht die Jagst erreichende Maulach, am rechten durch einige kleinere Bäche von der Kante der Südlichen Frankenhöhe (114.0). her. Am südlichsten Punkt der Bucht bei Crailsheim-Jagstheim mündet die der Maulach ungefähr parallele Speltach.
Weil im weiteren Verlauf die Keuperkante am Rande der Hohenloher Ebene nach Nordnordosten abknickt und so anfangs nur kurze Läufe der rechten obsequenten Zuflüsse zur hier nördlich bis nordwestlich fließenden Jagst möglich sind, sind die hier nordnordöstlich folgenden Randbuchten der Frankenhöhe (127.9) vergleichsweise klein.
Die südlichste Untereinheit dieser Randbuchten ist die Gronachbucht (127.93), sie setzt an der Crailsheimer Bucht nördlich des Jagstzulaufs Kreuzbach an und umfasst danach die teils nur wenig geschiedenen Talmulden des Entenbachs und vor allem der namengebenden Gronach.
Nordwärts schließt sich daran die Michelbacher Bucht (127.92) an, der Entwässerungsbereich des beim namengebenden Michelbach an der Lücke beginnenden Bachzuges aus der örtlichen Brettach (Ober- und Mittellauf) und dem Wallhausener Weidenbach (Unterlauf), welcher gewöhnlich wenig unterhalb dieses Dorfes versickert, sonst aber dem wieder größeren Jagstzufluss Brettach nach einem Bogenlauf bei Rot am See zufließt.
Mit diesem großen U umrundet er dann den schmalen Südteil des Rothberg-Ramholz-Rückens (127.90), der dicht an Wallhausen ansetzt, um sich mit seinem bedeutenderen Nordostteil dann von Rot am See-Kühnhard ab nordöstlich bis etwa nach Diebach zu ziehen. Seine höchsten Erhebungen sind die namengebenden Berge Rothberg (499,3 m ü. NHN) und Ramholz (501,6 m), zwei der Frankenhöhe vorgelagerte Zeugenberge, die der quellnahe Oberlauf der Tauber voneinander trennt.
Zwischen diesem Bergrücken und dem Keuperstufenrand liegt die flache Mulde der Wettringer und Oestheimer Bucht, die von der oberen Tauber und zwei weiteren ihr unterhalb des Naturraums vor rechts zufließenden Bächen, dem Oestheimer Mühlbach und dem Wohnbach, nördlich bis westlich entwässert wird.
Westlich von Gronachbucht, Michelbacher Bucht und Rothberg-Ramholz-Rücken setzt ungefähr westlich der Linie Gröningen–Brettheim und nordwestlich der Linie Brettheim–Diebach die weitgestreckte Östliche Hohenloher Ebene (127.7) ein, die letzte und größte der drei Hauptebenen des gesamten Naturraums. Ihre weitere Ostgrenze gegen die Frankenhöhe verläuft von Diebach aus nordwärts, im Osten von Gebsattel und Rothenburg ob der Tauber vorbei, bis ans Südufer der Steinach bei Uffenheim-Langensteinach; zuletzt grenzt sie hier schon an die Großregion 3. Ordnung der Mainfränkischen Platten (13). Die weitere Grenze der Östlichen Hohenloher Ebene verläuft wenig unterhalb von deren Richtungsknick bei Tauberzell über das Tal der Tauber hinweg nach Südwesten bis an die Nordwestspitze des Brettach-Einzugsgebietes bei Schrozberg-Kälberbach, auf dem ganzen Abschnitt gegen das Tauberland (129) zu. Das schmale Muscheĺkalk-Kerbtal der Tauber von Rothenburg herab bis Tauberzell ist dabei ausgespart, es bildet eine eigene kleine und nicht weiter unterteilte Einheit Oberes Taubertal (127.8) der Hohenloher Ebene. Die Grenze von diesem gegen das Tauberland ungefähr im Nordwesten ist stark ausgebuchtet, denn noch diesseits liegen die Hochebenen-Oberläufe der südlichen Tauberzuflüsse, insbesondere des Herrgottsbachs und Vorbachs, jenseits ihre tiefen Muschelkalktäler. Die folgende westliche Grenze der Östlichen Hohenloher Ebene läuft bis etwa Gerabronn, von wo aus sie, dem Jagsttal sich mehr und mehr nähernd, an Kirchberg in diesem nahe vorbei südöstlich nach Gröningen zieht und sich dort schließt; auf diesem ganzen Abschnitt liegen jenseits die Kocher-Jagst-Ebenen (126) mit dem Jagsttal als nächsten großen Einschnitt in die Ebene.
Das gesamte Gebiet der Östlichen Hohenloher Ebene ist stark verkarstet und zeigt Erscheinungen wie Bachschwinden, Trockentäler, häufige Einzeldolinen, Dolinenreihen nahe dem Ausstrich der dem Muschelkalk teilweise aufliegenden dünnen Unterkeuper-Schicht, Höhlenbildungen und Karstquellen. Am bekanntesten sind hier wohl die Schandtauber mit ihrer großen Karsthöhle und ihrer Karstquelle.
Diese Einheit wird von Südwesten nach Nordosten unterteilt in die Blaufelden-Gerabronner Ebene (127.70), die ungefähr das oberirdische Einzugsgebiet der Brettach bis hinab zum Unterlauf bei Rot am See-Beimbach umfasst, ferner die Südwestliche Rothenburger Landwehr (127.71) und zuletzt die Nordöstliche Rothenburger Landwehr (127.72). Der Name der beiden letzten bezieht sich auf die ehemalige Rothenburger Landwehr, wie die ehemalige Landhege der Reichsstadt hieß und auch das von dieser umschlossene Territorium.
Wie ersichtlich, sind die drei Hauptebenen der Haupteinheit nur über die südlichen Randbuchten am Austritt der beiden großen Schwesterflüsse Kocher und Jagst verbunden, die im Süden an die Keuperberge (108 und 114) reichen und im Norden an schon den Kocher-Jagst-Ebenen (126) zugerechnete Tallandschaften. West- und Zentralteil verbindet so die vom Kocher durchflossene Haller Bucht (127.3) bei Schwäbisch Hall; Mittel- und Nordostteil die Abfolge aus der Crailsheimer Bucht und der Gronachbucht (127.93) an der Jagst.

### Gewässer
Die Hohenloher Ebene wird von der im Albvorland entspringenden Jagst und vom aus der Alb kommenden Kocher nach Westen entwässert, die beide zuvor den Schwäbisch-Fränkischen Wald durchqueren und dann in der davor gelegenen Ebene, wie auch viele ihrer Nebenflüsse, in tiefen und steilen Täler fließen. Die nach Norden entwässernde Tauber entspringt vor der Frankenhöhe auf der Ebene selbst.
Der Lauf der Fließgewässer folgt häufig der geotektonisch variskischen Richtung (NO-SW), so beispielsweise die Unterläufe von Kocher und Jagst, oder der darauf fast senkrecht stehenden herzynischen Richtung (SO–NW), wie etwa die Oberläufe von Kocher, Jagst und Tauber. Selbst die Seitentäler halten sich oft an diese Hauptachsen und geben damit die Ausrichtung des Straßennetzes und die Besiedlung im Raum vor. Einige Städte in den Talauen, etwa Künzelsau, Niedernhall, Ingelfingen und Forchtenberg im engen Kochertal, werden hin und wieder ihrer Lage wegen im Herbst und Winter von Überflutungen heimgesucht.

## Aussichtsmöglichkeiten

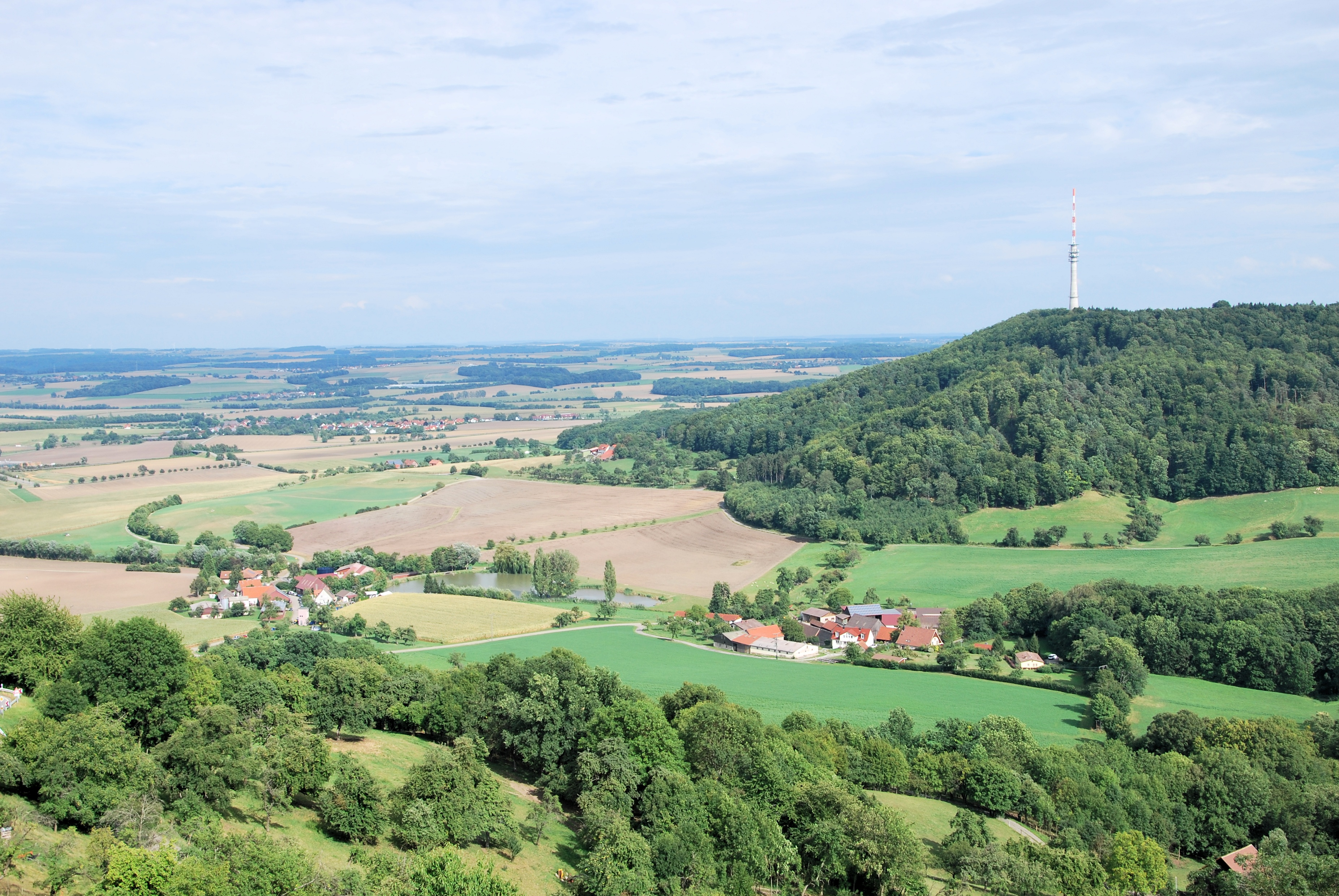
Blick vom Waldenburger Hochwächterturm nach Osten.

Einen guten Ausblick über die Hohenloher Ebene bieten einige Stellen auf den südlichen Randgebirgen: Das Städtchen Waldenburg (ca. 500 m) auf einem Nordausläufer der Waldenburger Berge gilt als „Balkon Hohenlohes“. Auf dem Einkorn (510,8 m) bei Schwäbisch Hall, der eine ähnliche Spitzenlage am Nordrand der Limpurger Berge hat, bietet ein Turm Aussicht vor allem über die Kocherbucht und die Haller Ebene. Vom Burgbergturm auf dem Burgberg (534 m) zwischen Frankenhardt und Crailsheim ist vor allem der östliche Teil der Ebene einsehbar.

## Geologie und Geomorphologie

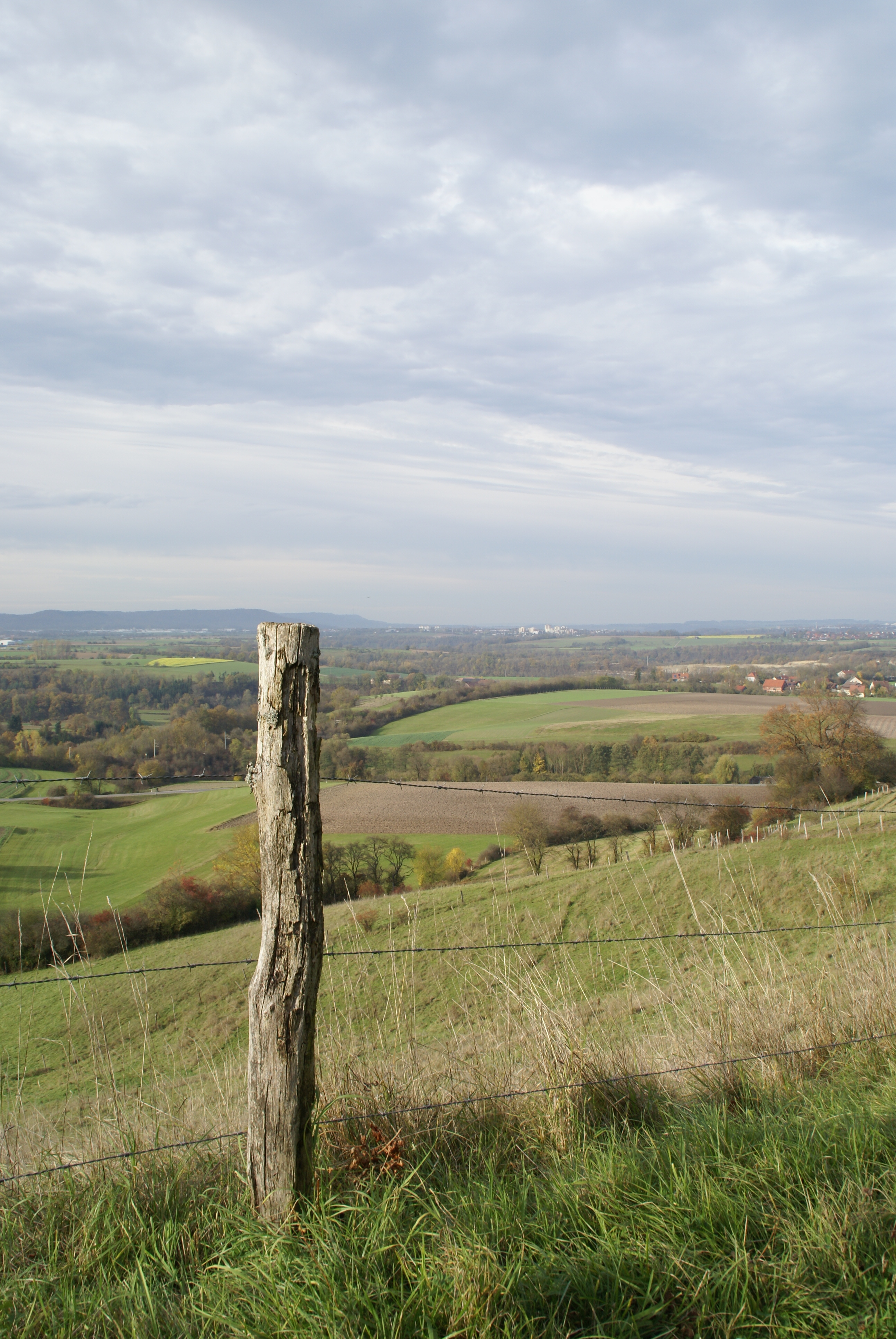
Blick von den Limpurger Bergen bei Michelbach auf die Haller Ebene (Südteil der Hohenloher Ebene) mit den Waldenburger Bergen (hinten)

Die Hohenloher Ebene ist Teil des Südwestdeutschen Schichtstufenlandes und gehört zur Triaslandschaft. Teil dieses Schichtstufenlandes sind die Gäuflächen, zu denen auch die Hohenloher Ebene zählt. Die Schichten des Muschelkalks bilden hier den Untergrund, sie sind auf weiten Flächen von solchen des Lettenkeupers bedeckt und von Lösslehm überlagert. In die meist harten Kalk- und Dolomitschichten des Muschelkalks haben sich Tauber, Jagst und Kocher mit ihren größeren Nebenflüssen tief eingeschnitten und damit enge Talabschnitte geschaffen. Die einzelnen Keuperschichten widerstehen der Erosion unterschiedlich stark, insbesondere der nahe der Basis des Keuper-Schichtpakets liegende Gipskeuper (Grabfeld-Formation) wird durch Auslaugung leicht subrodiert. Das trug dazu bei, dass gerade am Übergang der von Süden kommenden Flüsse aus dem Keuperbergland in die Hohenloher Ebene weite Talbuchten entstanden, von West nach Ost sind dies:
- die Brettachbucht (127.20) an der Brettach (Kocher-Zufluss) bei Bretzfeld
- die Haller Bucht (127.3) am Kocher und an der Bibers
- die Vellberger Bucht (127.5) an der Bühler
- die Crailsheimer Bucht (127.6) an der Jagst
- die Gronachbucht (127.93) an der Gronach bei Gröningen
- die Michelbacher Bucht (127.92) an der Brettach, einem später, unterhalb Wallhausens, als Weidenbach versickernden linken Quelllauf der Brettach (Jagst-Zufluss)
- die Wettringer Bucht (zu 127.91) an der Tauber
- die Oestheimer Bucht (zu 127.91) am Oestheimer Mühlbach und am Wohnbach

In den Randzonen dieser Buchten bildeten sich wegen der widerständigeren Bleiglanz- und der Corbulabank (früher Engelhofer Platte genannt) Verebnungen aus. Vor allem im Raum Schwäbisch Hall und Crailsheim wird hier Rohgips abgebaut. In etlichen Steinbrüchen der Hohenloher Ebene wird Muschelkalk gewonnen und meist zu Schotter verwertet.
Die Hohenloher Ebene ist ein waldarmes und fruchtbares altes Bauernland. Ihre Fruchtbarkeit verdanken die Hochflächen den auflagernden Lettenkeuperschichten und Lösslehmen. Die Region ist das größte Muschelkalk-Karstgebiet Deutschlands mit mehr als 2000 Erdfällen sowie zahlreichen Trockentälern und vereinzelten Höhlensystemen wie dem Fuchslabyrinth bei Schrozberg-Schmalfelden.

## Klima
Hohenlohe ist Teil der kühlgemäßigten mitteleuropäischen Klimazone mit noch überwiegend maritimer Prägung. Die unterschiedlichen Höhenlagen bewirken kleinräumige Differenzierungen. Die größeren Talräume der Hohenloher Ebene zählen zu den wärmsten Gebieten Baden-Württembergs. Die sommerliche Wärme an den Hanglagen erlaubt den Weinbau in der Region. Mit der Höhenlage steigen die Niederschläge. Während das nördlich angrenzende Tauberland mit 700 mm Jahresniederschlägen zu den eher trockenen Räumen zählt, sind die Hochebenen und die Keuperrandstufe deutlich niederschlagsreicher. In den höchsten Lagen des Keuperberge sind Niederschläge bis zu 1000 mm zu verzeichnen. Im Frühjahr und Herbst entstehen durch Inversionswetterlagen häufig Talnebel.

## Siedlung und Verkehr

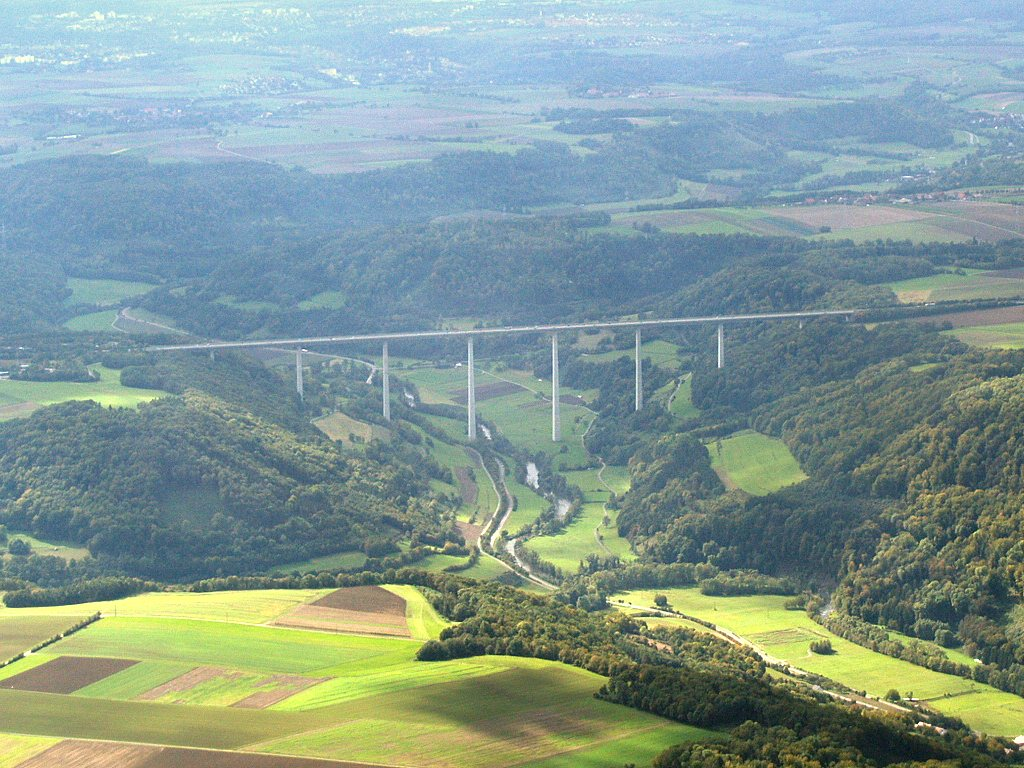
Kochertalbrücke der BAB 6

Hohenlohe und die Hohenloher Ebene zählen zu den dünner besiedelten Räumen Deutschlands. In den Landkreisen Hohenlohekreis, Schwäbisch Hall und Main-Tauber-Kreis leben durchschnittlich nur etwa 120 Einwohner pro km² (Deutschland: 230 Einwohner pro km²). Die Siedlungen liegen oft in den tief eingeschnittenen Tälern, die auch die Entwicklung des Verkehrs bestimmten. Zur Zeit der Kutschen und Fuhrwerke behinderten steile Talsteigen den Verkehr quer zu den Talachsen. Später dann erschlossen Staatsstraßen den Raum, die – häufig alten Handelswegen folgend – über die Hochflächen führten und sich in Knotenpunkten wie Heilbronn, Schwäbisch Hall, Crailsheim, Bad Mergentheim und Tauberbischofsheim kreuzten. Mit dem Bau mehrerer Eisenbahnlinien zwischen 1860 und 1870 entstanden andere Achsen. Erst der Bau der Autobahn A 6, die Anfang der 1980er Jahre fertiggestellt wurde, überwand die natürlichen Hindernisse. Sie läuft von Westen nach Osten über die Hohenloher Ebene und die sie zergliedernden Tallandschaften der Kocher-Jagst-Ebenen (126) und verbindet das Rheintal über Heilbronn mit Nürnberg. Die 185 m hohe Kochertalbrücke ist die höchste  Autobahnbrücke Deutschlands.